# Hibiscus lavateroides
Hibiscus lavateroides là một loài thực vật có hoa trong họ Cẩm quỳ. Loài này được Moric. mô tả khoa học đầu tiên năm 1836.